# 香川景兼
香川 景兼（かがわ かげかね）は、室町時代末期の讃岐国の武将。香川郡香川町安原鳥屋城主。父は香川景宗。西讃の守護代である香川氏の支流であり、香川景房の同母弟香川景仲系の一族。大膳大輔。川田景兼とも。弟に川田景連、川田景秀、川田景冬、川田吉景、川田景村、川田景夏。
嘉吉元年、香川宗家の命で弟の景秀らと共に阿波国麻植郡川田庄へ侵攻した際、同地の氏神である川田八幡に戦勝祈願をし、それが叶い勝利を得たため、同社を厚く信仰するようになり、川田姓へ改めたという。子の景信の代に安原下音川城へ移り、以後その地を拠点とする。